# (7387) Malbil
(7387) Malbil (1982 BS1) – planetoida z pasa głównego asteroid okrążająca Słońce w ciągu 3,84 lat w średniej odległości 2,45 j.a. Odkryta 30 stycznia 1982 roku.